# Nevestino Cove
Die Nevestino Cove (englisch; bulgarisch залив Невестино saliw Newestino) ist eine 1,5 km lange und 1,55 km breite Bucht an der Nordküste von Robert Island im Archipel der Südlichen Shetlandinseln. Sie liegt zwischen dem Catharina Point und dem Hammer Point.
Bulgarische Wissenschaftler kartierten sie 2008. Die bulgarische Kommission für Antarktische Geographische Namen benannte sie 2012 nach drei Ortschaften im Südosten, Süden und Westen Bulgariens.